# Tarkastad
Tarkastad este un oraș din Provincia Eastern Cape, Africa de Sud.